# Viktor Čanov
Viktor Čanov (ukrajinsky Віктор Вікторович Чанов; 21. července 1959 Doněck – 8. února 2017 Kyjev) byl ukrajinský fotbalový brankář, který reprezentoval někdejší Sovětský svaz. Dne 20. ledna 2017 během přepadení jeho domu utrpěl těžká zranění hlavy, kterým 8. února 2017 ve věku 57 let podlehl.

## Fotbalová kariéra
V nejvyšší soutěži Sovětského svazu hrál za FK Šachtar Doněck a FK Dynamo Kyjev. S Dynamem Kyjev získal třikrát mistrovský titul a čtyřikrát sovětský fotbalový pohár. Pohár získal jednou i s Šachtarem Doněck. Dále hrál v Izraeli za Maccabi Haifa FC a Bnei Yehuda Tel Aviv FC. S Makabi Haifa získal v roce 1991 izraelský titul a v letech 1991 a 1993 izraelský pohár. Kariéru končil ve druhé ukrajinské lize v týmu Borysfen Borysfil. V Poháru mistrů evropských zemí nastoupil v 15 utkáních, v Poháru vítězů pohárů nastoupil v 9 utkáních a v Poháru UEFA nastoupil v 8 utkáních. Za reprezentaci Sovětského svazu nastoupil v letech 1982–1990 ve 21 utkáních. Byl členem reprezentace Sovětského svazu na Mistrovství světa ve fotbale 1982, 1986 a 1990, nastoupil ale pouze v roce 1986 v utkáních proti Kanadě. Na Mistrovství Evropy ve fotbale 1988 nastoupil v utkání s Irskem. S reprezentací Sovětského svazu získal v roce 1980 titul mistra Evropy do 21 let.
Jeho starší bratr Vjačeslav Čanov (* 1951) byl také fotbalovým brankářem a rovněž reprezentoval Sovětský svaz.

## Ligová bilance
| Ročník                               | Zápasy | Góly | Klub                    |
| ------------------------------------ | ------ | ---- | ----------------------- |
| Sovětská fotbalová Vysšaja liga 1978 | 1      | 0    | FK Šachtar Doněck       |
| Sovětská fotbalová Vysšaja liga 1979 | 13     | 0    | FK Šachtar Doněck       |
| Sovětská fotbalová Vysšaja liga 1980 | 18     | 0    | FK Šachtar Doněck       |
| Sovětská fotbalová Vysšaja liga 1981 | 30     | 0    | FK Šachtar Doněck       |
| Sovětská fotbalová Vysšaja liga 1982 | 24     | 0    | FK Dynamo Kyjev         |
| Sovětská fotbalová Vysšaja liga 1983 | 20     | 0    | FK Dynamo Kyjev         |
| Sovětská fotbalová Vysšaja liga 1984 | 31     | 0    | FK Dynamo Kyjev         |
| Sovětská fotbalová Vysšaja liga 1985 | 1      | 0    | FK Dynamo Kyjev         |
| Sovětská fotbalová Vysšaja liga 1986 | 30     | 0    | FK Dynamo Kyjev         |
| Sovětská fotbalová Vysšaja liga 1987 | 28     | 0    | FK Dynamo Kyjev         |
| Sovětská fotbalová Vysšaja liga 1988 | 24     | 0    | FK Dynamo Kyjev         |
| Sovětská fotbalová Vysšaja liga 1989 | 22     | 0    | FK Dynamo Kyjev         |
| Sovětská fotbalová Vysšaja liga 1990 | 21     | 0    | FK Dynamo Kyjev         |
| 1. izraelská fotbalová liga 1990/91  | 17     | 0    | Makabi Haifa FC         |
| 1. izraelská fotbalová liga 1991/92  | 30     | 0    | Makabi Haifa FC         |
| 1. izraelská fotbalová liga 1992/93  | 31     | 0    | Makabi Haifa FC         |
| 1. izraelská fotbalová liga 1993/94  | 28     | 0    | Bnei Yehuda Tel Aviv FC |
| 2. ukrajinská fotbalová liga 1994/95 | 10     | 0    | Borysfen Boryspil       |
| CELKEM 1. liga                       | 370    | 0    |                         |